# 地の塩 (曲)
「地の塩」（Salt of the Earth）は、ローリング・ストーンズの楽曲。作詞・作曲はミック・ジャガーおよびキース・リチャーズ。1968年のアルバム『ベガーズ・バンケット』収録。

## 概要
録音は1968年5月、ロンドンのオリンピック・スタジオで行われた。作詞・作曲について、リチャーズは自著で「俺がタイトルを思い付き、基本的な閃きを持ってきたと思うが、歌詞は全てミックが担当した」と述べている。ブライアン・ジョーンズはレコーディングに参加していない。リチャーズがジャガーと共にリードボーカルをとっているが、彼がリードボーカルをとるのは「昨日の出来事」（1967年のアルバム『ビトウィーン・ザ・バトンズ』収録）以来2例目。
タイトルは新約聖書の山上の垂訓の一つ「地の塩、世の光」からとられた。歌詞も聖書から着想を得ている。ジャガーはジョン・レノンに触発されて、労働者階級の賛歌を書いたと伝えられている。

## コンサート・パフォーマンス
ストーンズがコンサートでこの曲を披露した例は極めて少ない。初演は、1968年12月に製作されたTVショー『ロックンロール・サーカス』のエンディングで、この時はバンドによる演奏ではなく、スタジオ音源の伴奏をバックにジャガーとリチャーズが歌唱した。その後20年以上にわたり、この曲が披露される機会がなかったが、1989年の「スティール・ホイールズ／アーバン・ジャングル・ツアー」のアトランティックシティ公演（12月17日、19日、20日の3日間）で、ガンズ・アンド・ローゼスのアクセル・ローズとイジー・ストラドリンをゲストに迎えて披露された。また、ジャガーとリチャーズが2001年10月20日にマディソン・スクエア・ガーデンにて行われた『ザ・コンサート・フォー・ニューヨーク・シティ』でもこの曲を披露した。リチャーズはこの時、「Let's drink to the good and the evil」の部分を「Let's drink to the good not the evil」と歌詞を変え、さらに「NOT」の部分を強調して歌った。2003年の「リックス・ツアー」でも1度だけ披露された（9月20日、ロンドン公演）。

## レコーディング・メンバー
- ミック・ジャガー - リード・ボーカル
- キース・リチャーズ - リード・ボーカル、バッキング・ボーカル、アコースティック・ギター、エレクトリック・ギター
- ビル・ワイマン - ベース
- チャーリー・ワッツ - ドラムズ
- ニッキー・ホプキンス - ピアノ
- ワッツ・ストリート・ゴスペル・クワイア - バッキング・ボーカル

## カバー
- ジョーン・バエズ - 1971年のアルバム『Blessed Are...』に収録[7]。
- ジョニー・アダムス - 1972年のシングル。
- ジュディ・コリンズ - 1975年のアルバム『Judith』に収録。
- ロッド・マッケン - 1980年のアルバム『Turntable』に収録[8]。